# Sri Lanka en los Juegos Olímpicos de Londres 2012
Sri Lanka estuvo representada en los Juegos Olímpicos de Londres 2012 por siete deportistas, cuatro hombres y tres mujeres, que compitieron en cuatro deportes.
El portador de la bandera en la ceremonia de apertura fue el jugador de bádminton Niluka Karunaratne. El equipo olímpico esrilanqués no obtuvo ninguna medalla en estos Juegos.